# Manuel Ángel Vázquez Medel
Manuel Ángel Vázquez Medel (Huelva, 13 de junio de 1956) es escritor y profesor universitario español, conocido por su labor docente e investigadora en los ámbitos de la comunicación, la semiótica y la teoría y la crítica literarias. Es catedrático de Literatura y Comunicación en la Universidad de Sevilla (US), que recientemente le ha otorgado el Premio Fama (2023), el más alto reconocimiento a la excelencia investigadora, en Ciencias Sociales y de la comunicación.
Ha sido fundador y ha tenido importantes cargos directivos en la Asociación Andaluza de Semiótica, de la que es Presidente de honor y en la Asociación Española de Semiótica.

## Biografía y trayectoria profesional

### SigloXX
Manuel Ángel Vázquez Medel nació el 13 de junio de 1956, en la ciudad española de Huelva, de la que es Hijo predilecto (2022). A la edad de 16 años, ganó el Premio Extraordinario Nacional de Bachillerato de España. En su juventud, las autoridades franquistas intentaron procesarlo por participación en un debate sobre el libro del periodista Nicolás Salas, titulado Andalucía: los siete círculos viciosos del subdesarrollo.Fue procesado por el Tribunal de Orden Público (TOP) por una carta abierta a los estudiantes de Huelva en defensa de la democracia y la libertad en 1973.
Fue redactor de las páginas culturales del semanario Tierras del Sur.
Entre 1978 y 1981 ejerció como coordinador general de redacción de la Gran Enciclopedia de Andalucía, obra en diez volúmenes -dirigida por José María Javierre- que fue la primera enciclopedia andaluza de gran envergadura.
Participó en la organización del Congreso Internacional conmemorativo del centenario de Juan Ramón Jiménez (1981), y en ese año defendió su Tesis de Licenciatura Análisis estilístico-textual de las Baladas de Primavera de Juan Ramón Jiménez, y obtuvo el Premio Aljafafe de ensayo por El campo andaluz en la obra de Juan Ramón Jiménez, publicado el año siguiente. 
En enero de 1987, Vázquez Medel se doctoró en Literatura por la Universidad de Sevilla, con una tesis sobre la teoría y la crítica literarias titulada Historia y crítica de la reflexión estilística. Elementos para una teoría general del estilo.
En 1989, participó en la fundación de la Facultad de Ciencias de la Información (actual Facultad de Comunicación) de la US, de la que fue nombrado vicedecano. Seguidamente, impulsó la creación del Grupo de Investigación en Teoría y Tecnología de la Comunicación (GITTCUS) en esta universidad, a principios de la década de 1990.También fue creador y primer director del Departamento de Comunicación en 1991.
Vázquez Medel fue el padrino de investidura y responsable de la Laudatio de Francisco Ayala como primer Doctor Honoris Causa en Comunicación por la Universidad de Sevilla en 1994.

### Década de 2000
A mediados de la década de 2000, se alzó con el Premio Internacional Intercampus de Investigación en la Red (2004) y el Premio de Dirección de Tesis Doctorales en Red (2005), así como el Premio Universitario del Año (2007-2008) de Aula Abierta y el Premio Perejil de la Fundación Zenobia-Juan Ramón Jiménez (2005). Este último galardón le fue concedido por sus aportaciones al estudio de la obra del escritor andaluz Juan Ramón Jiménez, entre las que destaca su libro El Poema Único. Estudios sobre Juan Ramón Jiménez (2005). Con esta obra, Vázquez Medel trató de desmentir los tópicos sobre el poeta onubense a través de un análisis crítico de su producción literaria.
En junio de 2005, se declaró partidario de digitalizar la obra de Juan Ramón Jiménez, así como de promover su traducción a más idiomas. Sin embargo, los herederos del poeta manifestaron que «no iban a renunciar a los derechos de autor sobre su obra» para que esta fuese publicada libremente en Internet.
En 2005 fue Director del Aula Ortega y Gasset de la Universidad Internacional Menéndez Pelayo en Santander.
También en 2005, la Junta de Andalucía lo nombró primer Presidente del Consejo Audiovisual de Andalucía (CAA), cargo que el profesor Vázquez Medel asumió en octubre de ese año, impulsando una importante actividad que puso en marcha de inmediato la institución, con el inicial apoyo unánime de todos los miembros del Consejo. No obstante, el 20 de mayo de 2008 presentó su dimisión ante el Parlamento de Andalucía, debido al «clima de enfrentamiento interno» que había constatado en dicho Consejo. Según Vázquez Medel, el origen de estas disensiones se encontraba en la «instrumentalización partidista» de los consejeros, lo que en su opinión comprometía la imparcialidad y la libertad de gestión del Consejo. Vázquez Medel recibió un importante apoyo de en el Parlamento de Andalucía y en medios de comunicación e instituciones que, como la Asociación de la Prensa de Málaga le había entregado su medalla de oro por su defensa de la ética de la comunicación.
Poco antes de su dimisión del CAA, había sido admitido -en enero de 2008- como Académico Correspondiente en la Academia de Buenas Letras de Granada. Con motivo de su ceremonia de ingreso, el profesor Medel pronunció un discurso sobre Juan Ramón Jiménez y Federico García Lorca ante los miembros de la Academia.

### 2010-presente
En febrero de 2010, apadrinó la investidura del escritor e intelectual Umberto Eco con el doctorado honoris causa de la Universidad de Sevilla, en reconocimiento a su trayectoria literaria e investigadora. Ese mismo año, Vázquez Medel recibió, junto al Catedrático Antonio Sánchez Trigueros, la primera distinción de la Fundación Francisco Ayala, por sus aportaciones investigadoras, docentes y de gestión al mejor conocimiento de la obra de Francisco Ayala. Entre 2011 y 2015, trabajó como director del Plan Integral para el Fomento de la Lectoescritura de la Universidad de Sevilla (PIFLUS), que fue posteriormente galardonado con el Premio Feria del Libro de Sevilla (2019).
En septiembre de 2018, la Asociación de la Prensa de Huelva le otorgó el Premio Ángel Serradilla por su compromiso para con el periodismo ético. Más adelante, en enero de 2020, donó una parte importante de su biblioteca personal -incluidos libros, revistas, discos compactos y DVD- a la biblioteca de la Universidad de Huelva.
En octubre de 2020, Vázquez Medel volvió a denunciar el presunto sesgo ideológico del Consejo Audiovisual de Andalucía. En esta ocasión, sus críticas al CAA se dirigieron contra lo que consideraba un trato de favor hacia los intereses políticos del PP (líder del gobierno andaluz en 2020) y de Vox. Desde aquel entonces, el profesor Medel ha reiterado su apoyo al periodismo ético en diversos artículos y foros.
En marzo de 2021, participó junto con Antonio Sánchez Trigueros en un acto de homenaje a Francisco Ayala, organizado por la Diputación de Granada. En este acto, Vázquez Medel presentó la edición crítica de la obra de Ayala (Glorioso Triunfo del Príncipe Arjuna), con la introducción y las anotaciones del propio Medel.
El profesor Vázquez Medel fue hasta 2023 director del Grupo de Investigación en Teoría y Tecnología de la Comunicación (GITTCUS), y sigue hasta la actualidad (2024) desempeñando su labor docente como catedrático de Literatura y Comunicación en las Facultades de Filología y de Comunicación de la US, donde ha ofrecido la lección inaugural del 35 aniversario. Al margen de su trabajo para la Universidad de Sevilla, ostentaba los cargos de Presidente de Honor de la Asociación Andaluza de Semiótica y de Vicepresidente de la Asociación Española de Semiótica hasta 2023.

## Obras

### Académicas

#### Como único autor
- El campo andaluz en la obra de Juan Ramón Jiménez (1982)
- Poesía y Poética de Fernando de Herrera (1983)
- Fundamentos de Poética Española (1986)
- La identidad cultural de Andalucía (1987)
- Historia y Crítica de la reflexión estilística (1988)
- Fernando Pessoa: Identidad y Diferencia (1988)
- La Galaxia Gutenberg frente a la galaxia audiovisual (1989)
- La construcción cultural de Andalucía (1994)
- Mujer, Ecología y Comunicación en el nuevo horizonte planetario (1999)
- El deseo, la rosa y la mirada. Introducción a la vida, a la poesía y a la poética de Luis Cernuda (2003)
- El Poema único. Estudios sobre Juan Ramón Jiménez (2005)
- Rafael Alberti y Andalucía (2005)
- La urdimbre y la trama. Estudios sobre el arte de narrar (2005)
- Francisco Ayala. El sentido y los sentidos (2007)
- La Universidad del Siglo XXI en la sociedad de la comunicación y del conocimiento (2009)
- Acto de investidura como Doctor Honoris Causa de la Universidad de Sevilla del Dr. Umberto Eco (2009)
- “Platero y yo” de J.R. Jiménez y el ideal educativo de Francisco Giner de los Ríos (2014)
- En el horizonte del 27. Replanteamientos y propuestas (2024)
- Decálogo para comprender, amar y disfrutar la poesía y la poética de Antonio Carvajal (2024)

#### Como editor o como coordinador
- Así se contó la Guerra. Televisión y espectáculo informativo (1991)
- Lectura e interpretación de Estatua con palomas (1994)
- Luis Goytisolo: El espacio de la creación (1995)
- El universo plural de Francisco Ayala (1995)
- Francisco Ayala y las Vanguardias (1998)
- Pablo García Baena: Como el agua en la yedra. Antología esencial (1998)
- Francisco Ayala: el escritor en su siglo (1998)
- Juan Ramón Jiménez: Antolojía Poética (1999)
- La obra periodística y ensayística de Rafael Sánchez Ferlosio (1999)
- (Con Antonio Sánchez Trigueros) Francisco Ayala, escritor universal (2001)
- (Con Ángel Acosta) La Semiótica Actual. Aportaciones del VI Simposio Internacional de la AAS (2001)
- (Con Mercedes Arriaga) Mujer, Cultura y Comunicación: Realidades e Imaginarios. IX Simposio Internacional de la Asociación Andaluza de Semiótica (2002)
- Juan Ramón Jiménez: Olvidos de Granada (2002)
- Teoría del emplazamiento. Implicaciones y aplicaciones (2003)
- (Con Antonio Sánchez Trigueros) El tiempo y yo. Encuentro con Francisco Ayala y su obra (2004)
- (Con Antonio Sánchez Trigueros) Francisco Ayala y América (2006)
- Juan Ramón Jiménez: Olvidos de Granada (1924-1928) (2008)
- Rabindranath Tagore: Pájaros perdidos (2020)
- Francisco Ayala: Glorioso triunfo del príncipe Arjuna (2020)

### De creación
- Pájaro de la noche (1994)
- Remota luz (2019)
- El ave de Minerva se eleva en el crepúsculo (2019)
- Antología esencial. La ciudad ilustrada. El autor y su obra (2024)
- Mágico poder (2024)

### En colaboración
- Cómo percibir. Guía sensorial de escritura creativa (2024). Con Vicente Luis Mora y Carlos Peinado Elliot